# De lingua Latina
De lingua Latina — граматичний трактат Марка Теренція Варрона у 25 книгах, єдина майже повністю вціліла праця (кн. V—X) римських граматиків республіканського періоду. У De lingua Latina Варрон викладає етимологію, вчення про морфологію та синтаксис латини, вперше створюючи подібну працю у Римі.

## Зміст
Весь матеріал трактату був підпорядкований категоріям стоїчного вчення про мову. Перші книги (до кн. IV) були присвячені Публію Септимію, інші — Цицерону.
I — програмна (втрачена)
II — VII — дослідження етимології та застосування слів
II  —  IV — теорія етимології (втрачені)
V — VII — проблеми етимології
VIII — XIII — сімейні дерева та соціальні зв'язки, які пов'язують слова один з одним
VIII — X — структурно перегукуються з книгами 
XI — XIII — розгляд морфології (втрачені)
XIV — XXV — синтаксис (втрачені)

## Етимологія (V—VII)
Звертаючись до етимології, Варрон вслід за стоїками вважав, що пізнання слів веде до пізнання речей, але не вважав можливим встановити етимології всіх слів латинської мови через постійні зміни у вигляді втрати слів та їх первинного значення, зміни зовнішнього вигляду, окрім того, слова можуть походити з інших мов і, нарешті, творці слів можуть допускати помилки.
У De lingua Latina також зустрічається багато неправильних етимологій: наприклад, Варрон зближує слова vis «сила», vinum «вино», vita «життя» та videre «бачити».

## Морфологія (VIII—X)
З питань словозміни та словотворення (обидва процеси Варрон називає відмінюванням) ведеться порівняння двох теорій: аналогістичної, збудованої на перевазі правила, та аномалістичної, що висловлює вимогу про вирішальне значення уживання. Варрон пропонує компроміс між цими двома моделями та вважає відмінювання необхідною якістю мови:
Відмінювання увійшло не лише в латинську мову, але і всіх людей в силу користі й необхідності: адже якби цього не відбулось, ми не змогли б завчити таку кількість слів — бо незліченні єства, на які вони відмінюються, — та і з тих, що ми завчили б, не було видно, який зв'язок речей між собою. Тепер же ми бачимо, що подібно, що похідно. Якщо legi відмінилось від lego, то видно одразу дві речі: що говориться деяким чином одне і те ж, і що дія відбувається не в один і той же час

 Слова, що відмінюються, Варрон ділить на чотири класи (partes orationis):
1. Слова, які мають відмінкові форми, але не мають тимчасових
2. Слова, які мають тимчасові форми, але не мають відмінкових
3. Слова, що мають і відмінкові, і тимчасові форми
4. Слова що не мають ні відмінкових, ні тимчасових форм, але утворюють ступені порівняння

## Редакції та переклади
- Roland G. Kent (ред.): Varro: On the Latin Language. William Heinemann und Harvard University Press, London/Cambridge (Mass.) 1958
- Jean Collart (ред.): Varron, De lingua Latina. Livre V. Les Belles Lettres, Paris 1954
- Pierre Flobert (ред.): Varron, La langue latine, Livre VI. Les Belles Lettres, Paris 1985
- Hellfried Dahlmann (ред.): Varro, De lingua Latina Buch VIII. 3., Weidmann, Berlin 2003
- Daniel J. Taylor (ред.): Varro, De lingua Latina X. Benjamins, Amsterdam 1996

## Інші праці
Окрім De lingua Latina, Варрон був автором ще декількох праць в області мовознавства: De sermone Latino, De similitudine verborum, De utilitate litterarum, в обширній праці Варрона «Науки» (Disciplinae) перша книга розглядала питання граматики, частково Варрон торкався мовних питань в працях з літератури, історії, філософії, поетичних творах та навіть у трактаті «Сільське господарство» (Rerum Rusticarum).